# Società Sportiva Sparta 1941-1942
Questa voce raccoglie le informazioni riguardanti la Società Sportiva Sparta nelle competizioni ufficiali della stagione 1941-1942.

## Rosa
| N. |                   | Ruolo | Calciatore          |
| -- | ----------------- | ----- | ------------------- |
|    | Italia (bandiera) | D     | Giuseppe Andoardi   |
|    | Italia (bandiera) | D     | Gaudenzio Balossini |
|    | Italia (bandiera) | C     | Fausto Bonelli      |
|    | Italia (bandiera) | C     | Mario Brustia       |
|    | Italia (bandiera) | A     | Emilio Caviglioli   |
|    | Italia (bandiera) | D     | Aldo Falzotti       |
|    | Italia (bandiera) | P     | Vando Fasola        |
|    | Italia (bandiera) | C     | Giacomo Hofer       |

| N. |                   | Ruolo | Calciatore       |
| -- | ----------------- | ----- | ---------------- |
|    | Italia (bandiera) | D     | Luigi Mainardi   |
|    | Italia (bandiera) | D     | Angelo Manfredda |
|    | Italia (bandiera) | P     | Attilio Miglio   |
|    | Italia (bandiera) | A     | Giuseppe Molina  |
|    | Italia (bandiera) | C     | Franco Ramella   |
|    | Italia (bandiera) | C     | Carlo Schiavini  |
|    | Italia (bandiera) | A     | Bruno Sigismondi |